# Listă de inventatori și descoperitori francezi
Această listă de inventatori și descoperitori francezi conține persoane de limbă franceză sau care se consideră că aparțin acestei etnii, chiar dacă nu au fost cetățeni ai Franței.

## A
| Persoana                              | Imagine                       | Profesie               | Țara   | Realizarea                                          | Realizarea                                          | Anul |
| ------------------------------------- | ----------------------------- | ---------------------- | ------ | --------------------------------------------------- | --------------------------------------------------- | ---- |
| Guillaume Amontons 1663 - 1705        |                               | fizician               | Franța | îmbunătățiri aduse unor aparate ca:                 | barometrul                                          | 1695 |
| Guillaume Amontons 1663 - 1705        | higrometrul                   | fizician               | Franța | îmbunătățiri aduse unor aparate ca:                 | 1687                                                |      |
| Guillaume Amontons 1663 - 1705        | termometrul                   | fizician               | Franța | îmbunătățiri aduse unor aparate ca:                 | 1695                                                |      |
| Guillaume Amontons 1663 - 1705        | legile frecării               | legile frecării        | Franța | 1699                                                |                                                     |      |
| André-Marie Ampère 1775 - 1836        |                               | fizician, matematician | Franța | legea interacției curenților electrici              | legea interacției curenților electrici              | 1820 |
| André-Marie Ampère 1775 - 1836        | legea lui Ampère              | legea lui Ampère       | Franța | 1826                                                |                                                     |      |
| André-Marie Ampère 1775 - 1836        | fondarea electromagnetismului | fizician, matematician | Franța |                                                     |                                                     |      |
| Nicolas Appert 1749 - 1841            |                               | inventator             | Franța | metoda de conservare a alimentelor prin sterilizare | metoda de conservare a alimentelor prin sterilizare | 1795 |
| Jacques-Arsène d'Arsonval 1851 - 1940 |                               | medic, fizician        | Franța | galvanometrul balistic                              | galvanometrul balistic                              | 1882 |
| Jacques-Arsène d'Arsonval 1851 - 1940 | ampermetrul cu termocuplu     | medic, fizician        | Franța |                                                     |                                                     |      |
| Jacques-Arsène d'Arsonval 1851 - 1940 | bazele electrofiziologiei     | medic, fizician        | Franța |                                                     |                                                     |      |

## B
| Persoana                          | Imagine                     | Profesie                 | Țara   | Realizarea                                          | Anul |
| --------------------------------- | --------------------------- | ------------------------ | ------ | --------------------------------------------------- | ---- |
| Ferdinand Barbedienne 1810 - 1892 |                             | om de afaceri            | Franța | procedeu de reproducere în bronz a operelor de artă |      |
| René-Louis Baron n. 1944          |                             | muzician                 | Franța | compoziție muzicală automată                        | 1998 |
| Jean Bertin 1917 - 1975           |                             | inginer                  | Franța | inventare aerotren                                  | 1987 |
| George Beuchat 1910 - 1992        |                             | scafandru, om de afaceri | Franța | Arbaleta cu sandouri „Tarzan”                       | 1947 |
| George Beuchat 1910 - 1992        | costumul de scufundare umed | scafandru, om de afaceri | Franța | 1953                                                |      |
| George Beuchat 1910 - 1992        | Arbaleta „Marlin”           | scafandru, om de afaceri | Franța | 1975                                                |      |
| George Beuchat 1910 - 1992        | Detentorul „Atmos”          | scafandru, om de afaceri | Franța | 1978                                                |      |
| Louis Braille 1809 - 1852         |                             | pedagog                  | Franța | scrierea pentru nevăzători                          | 1825 |

## C
| Persoana                          | Imagine                          | Profesie                                    | Țara   | Realizarea                            | Anul        |
| --------------------------------- | -------------------------------- | ------------------------------------------- | ------ | ------------------------------------- | ----------- |
| Joseph-Martin Cabirol 1799 - 1874 |                                  | producător de echipament greu de scufundare | Franța | primul echipament de scafandru greu   | 1855        |
| Christian Cabrol n. 1925          |                                  | chirurg                                     | Franța | primul transplant cardiac în Europa   | 1982        |
| Hilaire de Chardonnet 1839 - 1924 |                                  | inginer, om de afaceri                      | Franța | mătasea artificială                   | 1884        |
| Jacques Charles 1746 - 1823       |                                  | matematician                                | Franța | Legea lui Charles                     | 1787        |
| Jacques Charles 1746 - 1823       | primul zbor cu balon cu hidrogen | matematician                                | Franța | 1783                                  |             |
| Henri Chrétien 1879 - 1956        |                                  | astronom, optician                          | Franța | telescopul Ritchey-Chrétien           | 1922        |
| Henri Chrétien 1879 - 1956        | obiectivul Hypergonar            | astronom, optician                          | Franța | 1926                                  |             |
| Charles Cros 1842 - 1888          |                                  | scriitor, inventator                        | Franța | paleofonul, o variantă a fonografului | 1877        |
| Nicolas-Joseph Cugnot 1725 - 1804 |                                  | inventator                                  | Franța | primul automobil                      | 1769 - 1771 |

## D
| Persoana                       | Imagine | Profesie   | Țara   | Realizarea                                        | Anul |
| ------------------------------ | ------- | ---------- | ------ | ------------------------------------------------- | ---- |
| Louis Daguerre 1787 - 1851     |         | fotograf   | Franța | daghereotipie                                     | 1839 |
| Auguste Denayrouze 1837 - 1883 |         | inventator | Franța | (împreună cu Benoît Rouquayrol) scafandru autonom | 1864 |

## G
| Persoana                | Imagine | Profesie | Țara   | Realizarea   | Realizarea | Anul |
| ----------------------- | ------- | -------- | ------ | ------------ | ---------- | ---- |
| André Galle 1761 - 1844 |         | gravor   | Franța | Lanțul Galle |            | 1829 |

## J
| Persoana                          | Imagine | Profesie   | Țara   | Realizarea                         | Anul |
| --------------------------------- | ------- | ---------- | ------ | ---------------------------------- | ---- |
| Joseph Marie Jacquard 1752 - 1834 |         | inventator | Franța | primul război de țesut semiautomat | 1801 |

## L
| Persoana                               | Imagine                                      | Profesie          | Țara   | Realizarea                          | Anul         |
| -------------------------------------- | -------------------------------------------- | ----------------- | ------ | ----------------------------------- | ------------ |
| Paul Langevin 1872 - 1946              |                                              | fizician          | Franța | inovații privind detecția submarină | 1916 și 1917 |
| Paul Langevin 1872 - 1946              | ecuația lui Langevin                         | fizician          | Franța | 1908                                |              |
| Charles Cagniard de Latour 1777 - 1859 |                                              | inginer, fizician | Franța | sirenă acustică                     | 1819         |
| Charles Cagniard de Latour 1777 - 1859 | descoperirea modului de înmulțire a drojdiei | inginer, fizician | Franța | 1838                                |              |
| Charles Cagniard de Latour 1777 - 1859 | inventarea a diverse mașini hidraulice       | inginer, fizician | Franța |                                     |              |
| Auguste și Louis Lumière               |                                              | fotografi         | Franța | cinematograful (proiector de film)  | 1895         |
| Auguste și Louis Lumière               | prima proiecție cinematografică              | fotografi         | Franța | 1895                                |              |
| Auguste și Louis Lumière               | fotografia color                             | fotografi         | Franța | 1896                                |              |
| Auguste și Louis Lumière               | cinematograful în relief                     | fotografi         | Franța | 1935                                |              |

## M
| Persoana                                      | Imagine | Profesie           | Țara   | Realizarea                                        | Anul |
| --------------------------------------------- | ------- | ------------------ | ------ | ------------------------------------------------- | ---- |
| Édouard-Léon Scott de Martinville 1817 - 1879 |         | tipograf, scriitor | Franța | inventare fonoautograf                            | 1857 |
| Frații Montgolfier                            |         | inventatori        | Franța | primele baloane cu aer cald                       | 1782 |
| Jacques Marescaux n. 1948                     |         | medic              | Franța | prima intervenție chirurgicală prin telechirurgie | 2001 |
| Joseph Monier 1823 - 1906                     |         | grădinar           | Franța | inventarea betonului armat                        | 1867 |

## N
| Persoana                            | Imagine | Profesie   | Țara   | Realizarea  | Anul |
| ----------------------------------- | ------- | ---------- | ------ | ----------- | ---- |
| Joseph Nicéphore Niépce 1765 - 1833 |         | inventator | Franța | heliografia | 1822 |

## P
| Persoana                           | Imagine | Profesie                        | Țara   | Realizarea                                                                           | Anul |
| ---------------------------------- | ------- | ------------------------------- | ------ | ------------------------------------------------------------------------------------ | ---- |
| Blaise Pascal 1623 - 1662          |         | matematician, fizician, filozof | Franța | La Pascaline, una dintre primele mașini de calcul                                    | 1642 |
| Denis Papin 1647 - c. 1712         |         | fizician, matematician          | Franța | cilindrul-piston cu vapori (și alte inovații care au stat la baza motorului cu abur) | 1690 |
| Gaston Planté 1834 - 1889          |         | fizician                        | Franța | acumulatorul cu plumb                                                                | 1859 |
| Charles Gabriel Pravaz 1791 - 1853 |         | medic                           | Franța | inventarea seringii hipodermice moderne                                              | 1841 |

## R
| Persoana                          | Imagine                                       | Profesie                       | Țara         | Realizarea                                              | Anul              |
| --------------------------------- | --------------------------------------------- | ------------------------------ | ------------ | ------------------------------------------------------- | ----------------- |
| Louis-Antoine Ranvier 1835 - 1922 |                                               | medic, anatomist               | Franța       | descoperire nodurile lui Ranvier, celula Merkel-Ranvier |                   |
| Dimitri Rebikoff 1921 - 1997      |                                               | inginer, inventator, scafandru | Franța · SUA | blitzul electronic submarin                             | 1950              |
| Dimitri Rebikoff 1921 - 1997      | alte inovații pentru fotografiere subacvatică | inginer, inventator, scafandru | Franța · SUA |                                                         |                   |
| Charles-Émile Reynaud 1844 - 1918 |                                               | profesor                       | Franța       | prima proiecție a unui film de animație                 | 28 octombrie 1892 |
| Charles-Émile Reynaud 1844 - 1918 | creare Praxinoscope                           | profesor                       | Franța       | 1877                                                    |                   |
| Charles-Émile Reynaud 1844 - 1918 | înființare Théâtre Optique                    | profesor                       | Franța       | decembrie 1888                                          |                   |
| Joan Roget secolul al XVII-lea    |                                               | fabricant de ochelari          | Catalonia    | inventarea telescopului                                 |                   |
| Benoît Rouquayrol 1826 - 1875     |                                               | inventator                     | Franța       | (împreună cu Auguste Denayrouze) scafandru autonom      | 1864              |

## S
| Persoana                        | Imagine | Profesie    | Țara   | Realizarea                                            | Anul |
| ------------------------------- | ------- | ----------- | ------ | ----------------------------------------------------- | ---- |
| Conrad Schlumberger 1878 - 1936 |         | geofizician | Franța | primele metode de prospecțiune electrică a subsolului |      |

## T
| Persoana                  | Imagine                     | Profesie | Țara   | Realizarea | Anul |
| ------------------------- | --------------------------- | -------- | ------ | ---------- | ---- |
| Eugène Turpin 1848 - 1927 |                             | chimist  | Franța | melinita   | 1887 |
| Eugène Turpin 1848 - 1927 | diverse materiale explozive | chimist  | Franța |            |      |

## V
| Persoana                 | Imagine | Profesie         | Țara   | Realizarea                 | Anul |
| ------------------------ | ------- | ---------------- | ------ | -------------------------- | ---- |
| Paul Vieille 1854 - 1934 |         | inginer, chimist | Franța | inventare pulbere fără fum | 1884 |

## W
| Persoana                          | Imagine | Profesie | Țara   | Realizarea    | Anul |
| --------------------------------- | ------- | -------- | ------ | ------------- | ---- |
| Charles Adolphe Wurtz 1817 - 1884 |         | chimist  | Franța | reacția Wurtz | 1854 |